# Koichi Togashi
Koichi Togashi (冨樫 剛一 Togashi Koichi?), född 15 juli 1971 i Kanagawa prefektur, är en japansk tidigare fotbollsspelare.
Togashi började sin karriär 1990 i Yomiuri (Verdy Kawasaki). Med Yomiuri/Verdy Kawasaki vann han japanska ligan 1990/91, 1991/92, 1993, 1994 och japanska ligacupen 1991, 1992, 1993, 1994. Efter Verdy Kawasaki spelade han för Yokohama Flügels och Consadole Sapporo. Han avslutade karriären 1997.